# 22 Piscium
22 Piscium è una stella gigante arancione situata a circa 1181 anni luce dalla Terra nella costellazione dei Pesci, di magnitudine apparente 5,59 e assoluta -2,21, quindi molto distante dal sistema solare ma altresì molto brillante.

## Caratteristiche fisiche
La stella è una gigante arancione di classe spettrale K4 III; possiede una temperatura superficiale che va da un minimo di 3930 K a un massimo di 4209 K a seconda delle fonti. la luminosità è 782,62 volte superiore a quella solare.
Anche il valore della metallicità varia a seconda delle fonti: secondo Anderson l'abbondanza relativa è di  [Fe/H]=-0,15, secondo Soubiran è ancora minore ([Fe/H]=-0,24).
La sua velocità radiale positiva indica che la stella si sta allontanando dal sistema solare.

## Occultazioni
Per la sua posizione prossima all'eclittica, è talvolta soggetta ad occultazioni da parte della Luna e, più raramente, dei pianeti, generalmente quelli interni.
La prossima occultazione lunare sarà visibile il 26 ottobre 2012.